# Vladímir Nazlymov
Vladímir Aliverovich Nazlymov –en ruso, Владимир Аливерович Назлымов– (Majachkalá, URSS, 1 de noviembre de 1945) es un deportista soviético que compitió en esgrima, especialista en la modalidad de sable.
Participó en cuatro Juegos Olímpicos de Verano entre los años 1968 y 1980, obteniendo en total seis medallas: oro en México 1968, plata y bronce en Múnich 1972, oro y plata en Montreal 1976 y oro en Moscú 1980. Ganó quince medallas en el Campeonato Mundial de Esgrima entre los años 1967 y 1979.

## Palmarés internacional
| Juegos Olímpicos   | Juegos Olímpicos          | Juegos Olímpicos  | Juegos Olímpicos  |
| Año                | Lugar                     | Medalla           | Prueba            |
| ------------------ | ------------------------- | ----------------- | ----------------- |
| 1968               | Ciudad de México (México) | Medalla de oro    | Sable por equipos |
| 1972               | Múnich (RFA)              | Medalla de plata  | Sable por equipos |
| 1972               | Múnich (RFA)              | Medalla de bronce | Sable individual  |
| 1976               | Montreal (Canadá)         | Medalla de oro    | Sable por equipos |
| 1976               | Montreal (Canadá)         | Medalla de plata  | Sable individual  |
| 1980               | Moscú (URSS)              | Medalla de oro    | Sable por equipos |
| Campeonato Mundial |                           |                   |                   |
| Año                | Lugar                     | Medalla           | Prueba            |
| 1967               | Montreal (Canadá)         | Medalla de oro    | Sable por equipos |
| 1969               | La Habana (Cuba)          | Medalla de oro    | Sable por equipos |
| 1970               | Ankara (Turquía)          | Medalla de oro    | Sable por equipos |
| 1970               | Ankara (Turquía)          | Medalla de bronce | Sable individual  |
| 1971               | Viena (Austria)           | Medalla de oro    | Sable por equipos |
| 1973               | Gotemburgo (Suecia)       | Medalla de plata  | Sable por equipos |
| 1973               | Gotemburgo (Suecia)       | Medalla de bronce | Sable individual  |
| 1974               | Grenoble (Francia)        | Medalla de oro    | Sable por equipos |
| 1975               | Budapest (Hungría)        | Medalla de oro    | Sable individual  |
| 1975               | Budapest (Hungría)        | Medalla de oro    | Sable por equipos |
| 1977               | Buenos Aires (Argentina)  | Medalla de oro    | Sable por equipos |
| 1977               | Buenos Aires (Argentina)  | Medalla de plata  | Sable individual  |
| 1978               | Hamburgo (RFA)            | Medalla de plata  | Sable por equipos |
| 1979               | Melbourne (Australia)     | Medalla de oro    | Sable individual  |
| 1979               | Melbourne (Australia)     | Medalla de oro    | Sable por equipos |